# Izak Komnen, sin Ivana II.
Izak Komnen (grčki Ἰσαάκιος Κομνηνός, Isaakios Komnēnos; o. 1113. – nakon 1146.) bio je bizantski princ iz dinastije Komnen te treći sin bizantskog cara Ivana II. Komnena i njegove žene Irene Ugarske, kao i stariji brat cara Manuela I. Komnena. Odan patrijarhu Kozmi II. Carigradskom, Izak nije imao veoma dobar odnos s Manuelom, jer je car Ivan izabrao Manuela za svog nasljednika. Izak je bio visok muškarac, no veoma temperamentan, zbog čega nije bio omiljen.
Godine 1122., Ivan je Izaka učinio sebastokratorom. Te je godine Izakov stariji brat, Aleksije Komnen, postao očev suvladar. Premda je Izak imao dobre šanse da postane car, do toga nije došlo.

## Brakovi i djeca
Izakove su žene bile Teodora i Irena Diplosynadene. Teodorino je podrijetlo nepoznato, dok je Irena bila iz obitelji Synadenos — njezini su roditelji oboje bili pripadnici te obitelji.
Djeca Izaka i Teodore:
- Aleksije Komnen (oko 1132. – prije listopada 1136.) — spomenut u pjesmi Teodora Prodroma
- kći (Irena?) — žena jednog Duke Kamaterosa te majka Izaka Komnena od Cipra
- Ivan Komnen
- kći (Ana?) — žena Konstantina Makroduke
- Marija Komnena, kraljica Ugarske

Djeca Izaka i Irene:
- Teodora Komnena, kraljica Jeruzalema
- Eudokija Komnena, supruga Vilima VIII. od Montpelliera